# Nzara

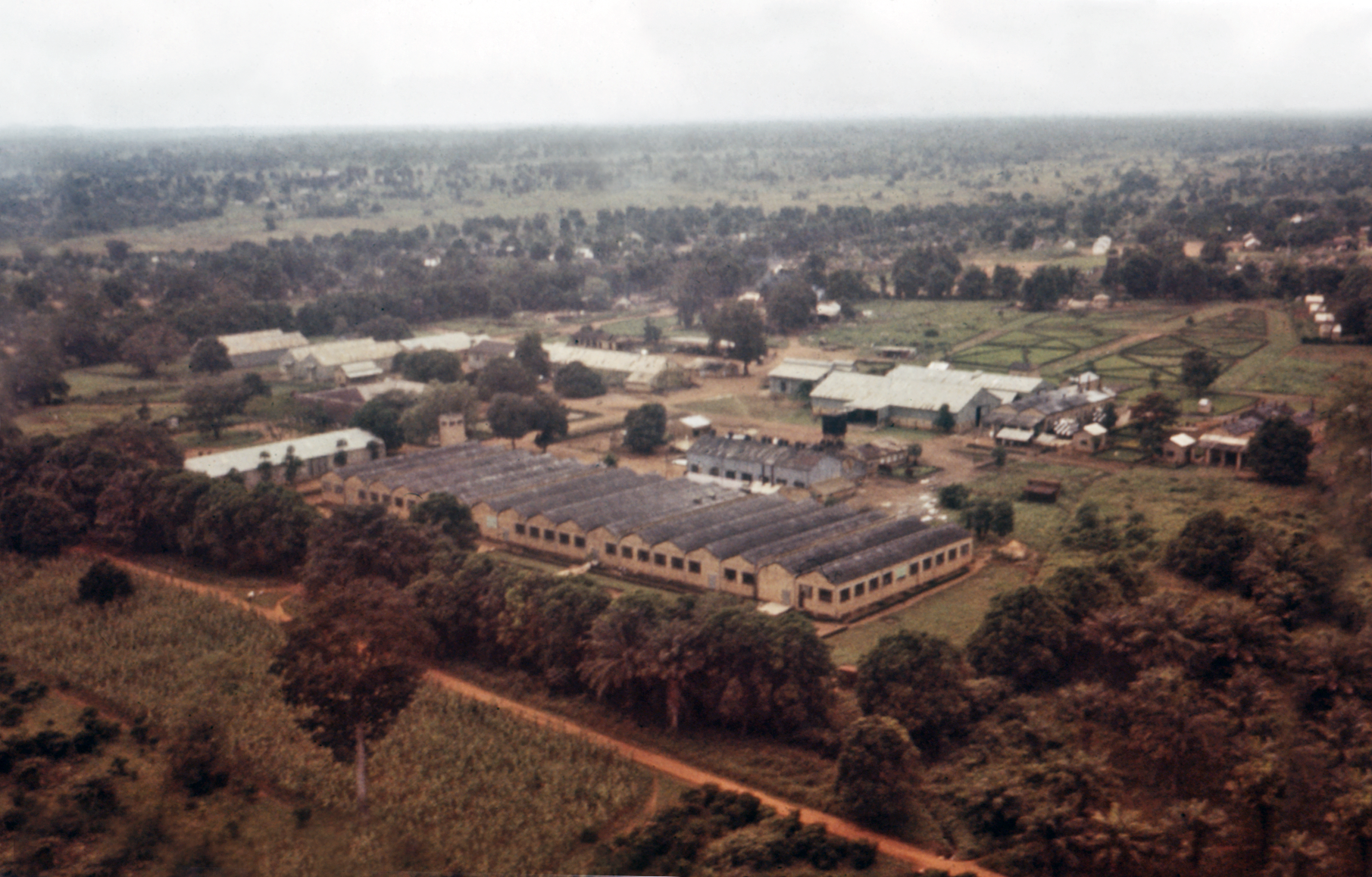
Vedere aeriană a unei fabrici de bumbac situată în Nzara, Sudan, unde au apărut primele cazuri din epidemia de Ebola din Sudan din 1976.

Nzara este un oraș în Sudanul de Sud. Acesta se află la 24 km nord-vest de Yambio. Nzara a fost un centrul industrial al sistemului Zande în timpul perioadei coloniale anglo-egiptene.  Guvernul Sudanului de Sud intenționează să învioreze complexului agro-industrial. Nzara a fost locul primului caz din lume unde s-a înregistrat febra hemoragică Ebola. În cinci luni, începând cu luna iunie a anului 1976, 151 de persoane din regiune au murit de această boală.